# Lord Chief Justice (Nordirland)
Lord Chief Justice of Northern Ireland er den øverste dommer i Nordirland. Han er retspræsident i Nordirlands vigtigste domstol, og han leder Nordirlands retsvæsen.
Embedet som Lord Chief Justice i Nordirland blev oprettet i 1922.
| Jura | Spire Denne juraartikel er en spire som bør udbygges. Du er velkommen til at hjælpe Wikipedia ved at udvide den. |